# Armavia

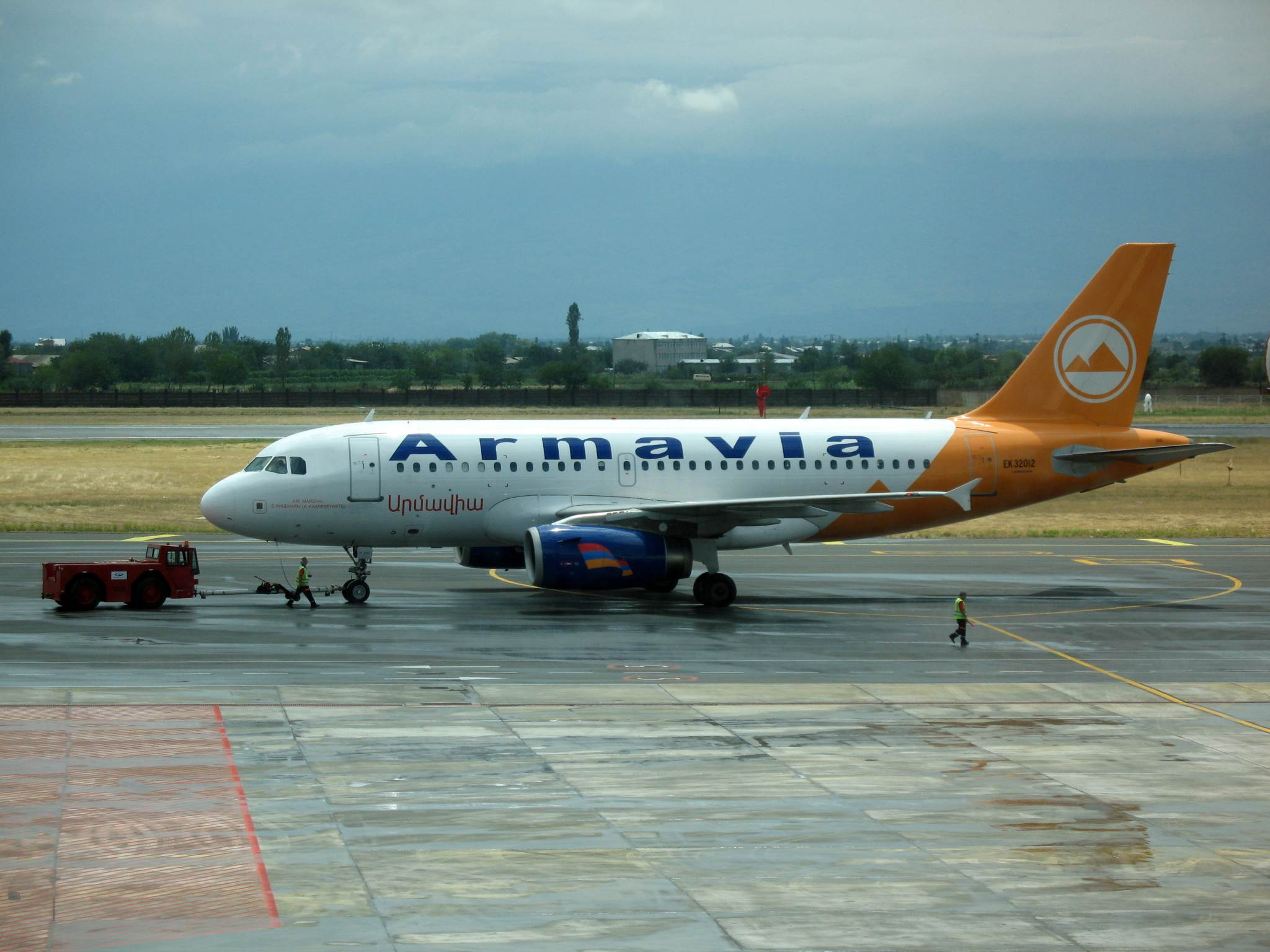
Аеробус А319 авіакомпанії «Армавіа»

Armavia (вірм. Արմավիա, укр. Армавіа) — вірменська авіакомпанія, що базується в Єревані. Авіакомпанія «Армавіа» є лідером вірменського авіаційного ринку і національним перевізником Вірменії. Компанія заснована в 1996 році. Засновники: вірменські організації ТОВ «Авіафін» і ТОВ «Міка Вірменія Трейдинг». Вірменська авіакомпанія, що базується в Єревані, національний вірменський авіаперевізник. Авіакомпанія виконує регулярні рейси в більш ніж 45 міст Близького Сходу, Європи, Азії та Північної Африки. Штат авіакомпанії становить 480 чоловік. Аеропорт базування — Єреванський міжнародний аеропорт «Звартноц». 29 березня 2013 історія компанії завершилася офіційним початком процедури банкрутства.

## Історія
Армавіа була створена російською авіакомпанією «Сибір» і вірменським бізнесменом Михайлом Багдасаровим. У 2005 році Багдасаров придбав у «Сибіру» 70 відсотків акцій і став повним власником Армавіа. «Армавіа» сьогодні — динамічно розвиваючася міжнародна авіакомпанія, суворо дотримується міжнародних авіаційних правил і норм з безпеки, екології та умов надання послуг авіапасажирам. Ефективне використання потужного потенціалу, накопиченого попередніми поколіннями авіаторів, і активне застосування сучасних технологій і західної авіатехніки дозволили «Армавіа» успішно перехопити лідерство у сфері авіаперевезень Вірменії та отримати широке міжнародне визнання. Сьогодні авіакомпанія пропонує своїм клієнтам найбільшу у Вірменії мережу маршрутів в міста Росії і СНД, а також Близького Сходу і Європи. «Армавіа» виконує понад 70 регулярних рейсів на тиждень по 45 напрямкам у 45 країн світу. 11 травня авіакомпанія «Армавіа» офіційно стала дійсним членом Міжнародної асоціації повітряного транспорту ІАТА (IATA). Сьогодні поряд з «Армавіа» дійсними членами ІАТА є більше 270 провідних авіакомпаній світу. А на початку червня «Армавіа» вступила в Міта (MITA) — багатосторонню інтерлайн-угоду і в ІАТА Кліринг Хаус (IATA Clearing House) — світові системи взаєморозрахунків між авіакомпаніями, що діють під егідою ІАТА. Це відкриває нові можливості співпраці з провідними світовими авіаперевізниками і допомагає укладати угоди про визнання перевізної документації між авіакомпанією «Армавіа» та іншими авіакомпаніями (угоди «інтерлайн»). На сьогоднішній день число авіакомпаній, з якими укладено такі угоди, досягло 31. Крім цього, авіакомпанія «Армавіа» продовжує планомірно розширювати географію своїх польотів. Приблизно з 1 січня 2009 року авіакомпанія «Армавіа» почала виконувати також рейси з Єревану до Парижа, Афін, Дубай, Бейрута, Санкт-Петербурга і Києва. У 2005 році авіакомпанією перевезено 500 100 пасажирів, з яких 257 100 з Вірменії та 243 000 до Вірменії. У 2008 році авіакомпанією перевезено 646 447 пасажирів.

## Флот

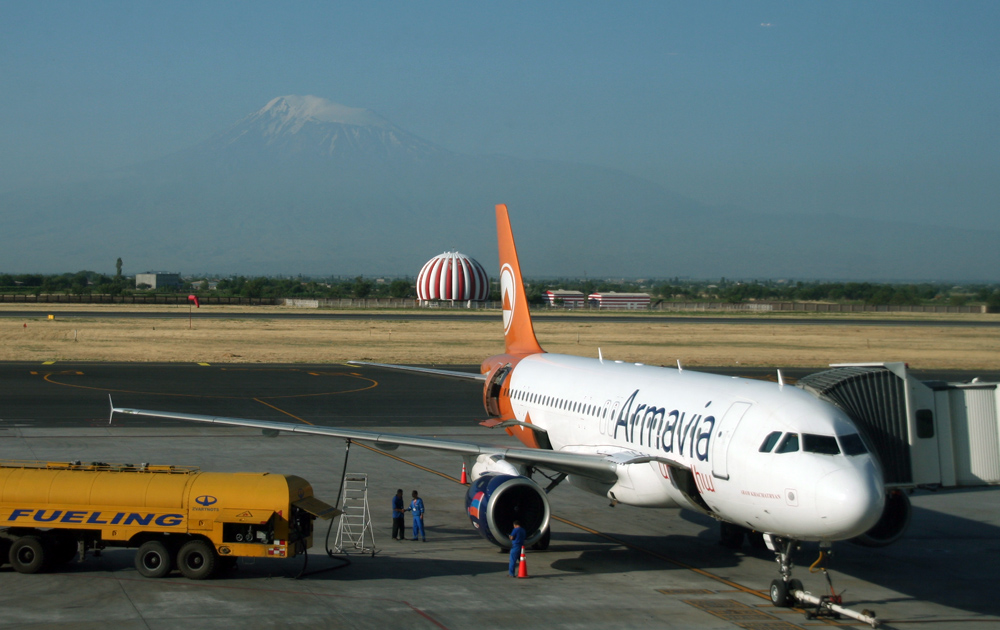
Літак авіакомпанії у аеропорті «Звартноц»

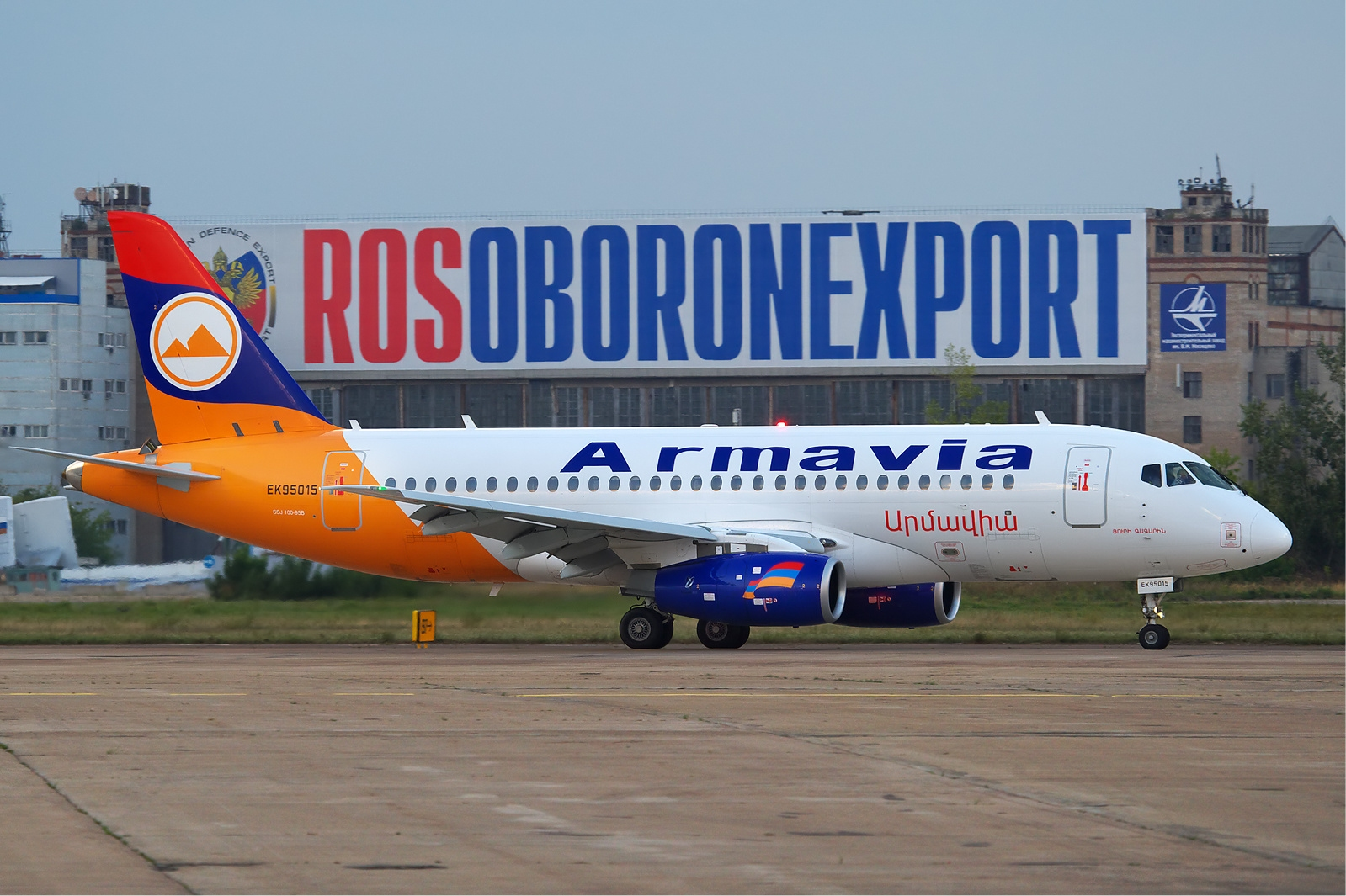
Sukhoi Superjet 100 авіакомпанії Армавіа

| №  | Реєстраційний номер | Модель літака          | Серійний номер | Перший політ | Ім'я                    | Історія                                          | Фото                                              |
| -- | ------------------- | ---------------------- | -------------- | ------------ | ----------------------- | ------------------------------------------------ | ------------------------------------------------- |
| 1  | EK-RA01             | Airbus A319-132(CJ)    | 913            | 12.11.1998   | Armenia                 | + [Архівовано 27 квітня 2011 у Wayback Machine.] | +                                                 |
| 2  | EK20014             | Bombardier CRJ-200LR   | 7282           | 31.09.1999   | Sergey Mergelyan        | + [Архівовано 18 серпня 2014 у Wayback Machine.] | + [Архівовано 1 квітня 2016 у Wayback Machine.]   |
| 3  | EK20017             | Bombardier CRJ-200LR   | 7431           | 05.10.2000   | Martiros Saryan         | + [Архівовано 18 серпня 2014 у Wayback Machine.] | + [Архівовано 5 березня 2016 у Wayback Machine.]  |
| 4  | EK20018             | Bombardier CRJ-200LR   | 7499           | 13.05.2001   | Arno Babajanyan         | + [Архівовано 18 серпня 2014 у Wayback Machine.] | + [Архівовано 4 березня 2016 у Wayback Machine.]  |
| 5  | EK32006             | Airbus A320-214        | 772            | 12.01.1998   | Hovhannes Bagramyan     | + [Архівовано 27 квітня 2011 у Wayback Machine.] | + [Архівовано 4 березня 2016 у Wayback Machine.]  |
| 6  | EK32007             | Airbus A319-111        | 3834           | 04.03.2009   | Victor Hambardzumyan    | + [Архівовано 27 квітня 2011 у Wayback Machine.] | +                                                 |
| 7  | EK32008             | Airbus A320-211        | 229            | 28.06.1991   | Aram Khachatryan        | + [Архівовано 27 квітня 2011 у Wayback Machine.] | +                                                 |
| 8  | EK32011             | Airbus A319-132        | 2277           | 17.08.2004   | Mika                    | + [Архівовано 27 квітня 2011 у Wayback Machine.] | +                                                 |
| 9  | EK32012             | Airbus A319-132        | 2362           | 26.11.2004   | Air Marshal S.Khudiakov | + [Архівовано 27 квітня 2011 у Wayback Machine.] | +                                                 |
| 10 | EK42470             | Як-42Д                 | 14-06          | 20.06.1992   | Mantashev A I           | + [Архівовано 12 жовтня 2011 у Wayback Machine.] | + [Архівовано 29 березня 2016 у Wayback Machine.] |
| 11 | EK95015             | Sukhoi Superjet 100-95 | 95007          | 04.11.2010   | Yuri Gagarin            | + [Архівовано 27 серпня 2011 у Wayback Machine.] | +                                                 |

Планується придбати літаки наступних типів: Airbus A321, A340, Sukhoi Superjet 100. Більшість літаків, що експлуатуються авіакомпанією, обладнані салоном бізнес-класу. У той же час проводиться велика робота з розширення та модернізації повітряного парку.

## Здійснення рейсів

### Аеропорти у Вірменії
Армавіа користується двома аеропортами у Вірменії, у столиці Вірменії Єревані це міжнародний аеропорт «Звартноц» та у другому за розміром місті Вірменії Гюмрі — це міжнародний аеропорт «Ширак», а також Степанакертський аеропорт, неподалік від столиці Нагірно-Карабаської Республіки — Степанакерта.
З міжнародного аеропорту «Ширак» здійснюються авіарейси до Москви, Ростова-на-Дону та Сочі. З Степанакертського аеропорту здійснюються рейси до Єревана. Усі інші рейси здійснюються з головного аеропорту країни — єреванського «Звартноца».

### За країною
Авіакомпанія здійснює рейси до наступних країн:
- Австрія
- Греція
- Ізраїль
- Іспанія
- Італія
- Кіпр
- Нідерланди
- Німеччина
- ОАЕ
- Росія
- Сирія
- Туреччина
- Україна
- Франція
- Чехія
- Швейцарія

### По Україні
В Україну Армавіа здійснює рейси до наступних аеропортів:
- Київ (Міжнародний аеропорт «Бориспіль»)
- Одеса (Міжнародний аеропорт «Одеса»)
- Сімферополь (Міжнародний аеропорт «Сімферополь»)
- Харків (Міжнародний аеропорт «Харків»)